# Хлебниково (платформа)
Хле́бниково — остановочный пункт Савёловского направления Московской железной дороги в микрорайоне Хлебниково города Долгопрудный Московской области, станция линии МЦД-1 «Белорусско-Савёловский» Московских центральных диаметров.
Состоит из двух боковых платформ, соединённых между собой настилом. На западной платформе, от которой отправляются электропоезда на Москву, располагается кассовое здание. В окрестностях платформы находятся Клязьминское водохранилище и Канал имени Москвы.
Время движения от Савёловского вокзала — 32 минуты, от платформы Тимирязевской — 26 минут. Входит в состав Московских центральных диаметров, линия МЦД-1.

## История
Станция открыта в 1901 году. Названа по одноимённой деревне, которая располагалась на расстоянии примерно километра от вновь открытой станции (по обе стороны от Дмитровского шоссе).
В 1926 году Пристанционный посёлок Хлебниково был оформлен в отдельное территориально-административное образование. С 2003 года Хлебниково входит в состав города Долгопрудный.

## В литературе
Самое незначительное число людей прибывает в Москву через Савёловский. Это — башмачники из Талдома, жители города Дмитрова, рабочие Яхромской мануфактуры или унылый дачник, живущий зимой и летом на станции Хлебниково.— И. Ильф и Е. Петров, «Двенадцать стульев»